# Zupci, Bar
Zupci este un sat din comuna Bar, Muntenegru. Conform datelor de la recensământul din 2003, localitatea are 145 de locuitori (la recensământul din 1991 erau 186 de locuitori).

## Demografie
În satul Zupci locuiesc 115 persoane adulte, iar vârsta medie a populației este de 42,9 de ani (42,8 la bărbați și 43,1 la femei). În localitate sunt 54 de gospodării, iar numărul mediu de membri în gospodărie este de 2,63.
|  |

| Demografie | Demografie | Demografie |
| An         | Locuitori  | Locuitori  |
| ---------- | ---------- | ---------- |
|            |            |            |
|            |            |            |
|            |            |            |
|            |            |            |
| 1948       | 362        |            |
| 1953       | 334        |            |
| 1961       | 310        |            |
| 1971       | 297        |            |
| 1981       | 251        |            |
| 1991       | 186        | 173        |
| 2003       | 215        | 145        |

| \| Componența etnică conform recensământului din 2003[2] \| Componența etnică conform recensământului din 2003[2] \| Componența etnică conform recensământului din 2003[2] \| Componența etnică conform recensământului din 2003[2] \| Componența etnică conform recensământului din 2003[2] \| \| ----------------------------------------------------- \| ----------------------------------------------------- \| ----------------------------------------------------- \| ----------------------------------------------------- \| ----------------------------------------------------- \| \| \| \| \| \| \| \| Muntenegreni \| Muntenegreni \| \| 117 \| 80,68% \| \| Sârbi \| Sârbi \| \| 16 \| 11,03% \| \| Croați \| Croați \| \| 4 \| 2,75% \| \| Albanezi \| Albanezi \| \| 1 \| 0,68% \| \| necunoscută \| necunoscută \| \| 1 \| 0,68% \| |              |  |     |        |
| Componența etnică conform recensământului din 2003 |              |  |     |        |
| |              |  |     |        |
| Muntenegreni | Muntenegreni |  | 117 | 80,68% |
| Sârbi | Sârbi        |  | 16  | 11,03% |
| Croați | Croați       |  | 4   | 2,75%  |
| Albanezi | Albanezi     |  | 1   | 0,68%  |
| necunoscută | necunoscută  |  | 1   | 0,68%  |